# El Moutarid
El Moutarid (arabe : المطارد) est un patrouilleur de la marine algérienne de la classe Kebir. Son indicatif est le 344.
El Moutarid a été mis en chantier en 1984 au chantier naval ECRN, Mers-el-Kebir situé à Oran, il est affecté a la marine algérienne .